# 米亞特·加契諾維奇
米亞特·加契諾維奇（發音：[mîjaːt ɡatɕǐːnoʋitɕ]；1995年2月8日—）是一位塞爾維亞足球運動員。在場上的位置是邊鋒。現效力於希臘足球超級聯賽球隊AEK雅典。他的父親也是一位足球運動員。他也代表塞爾維亞各級國青隊參賽。

## 外部連結
- Soccerway資料庫：米亞特·加契諾維奇
- 米亞特·加契諾維奇 – FIFA國際賽競賽紀錄 (存檔)
- 米亞特·加契諾維奇－UEFA國際賽競賽紀錄